# Буэно, Сантьяго
Сантьяго Игнасио Буэно Скиутто (исп. Santiago Ignacio Bueno Sciutto; родился 9 ноября 1998 года, Монтевидео, Уругвай) — уругвайский футболист, защитник клуба «Вулверхэмптон Уондерерс» и сборной Уругвая.
Старший брат Сантьяго, Гастон Буэно, также является футболистом. Сантьяго приходится племянником футбольному тренеру Густаво Буэно и двоюродным братом футболисту Гонсало Буэно.

## Клубная карьера
Буэно — воспитанник столичного клуба «Пеньяроль». В 2016 году после предсезонных сборов Сантьяго был включён в заявку основной команды, но так не дебютировал в её составе. В январе 2017 года Буэно подписал контракт на два с половиной года с испанской «Барселоной». Сумма трансфера составила 1 млн евро. «Пеньяроль» мог получить дополнительно 5 млн евро в виде бонусов в случае успешных выступлений игрока за каталонский клуб, а также 20 % от выручки в случае будущей продажи игрока. Буэно был отправлен во вторую команду клуба, но так за неё и не сыграл в официальных матчах. Также он раз вышел на замену в матче Юношеской лиги УЕФА с «Порту».
Не сумев закрепиться в «Барселоне», Буэно в январе 2018 года отправился в аренду до конца в клуб «Пералада» из третьего испанского дивизиона, где сыграл 12 матчей. В августе 2018 года он вновь был отправлен в Пераладу на весь сезон 2018/19, в котором сыграл 29 матчей и забил 2 гола. 12 августа 2019 года Буэно расторг контракт с «Барселоной».
19 августа 2019 года Буэно в статусе свободного агента перешёл в «Жирону», с которой заключил контракт на пять лет. 20 июля 2020 года в матче против «Алькоркона» он дебютировал в Сегунде. 10 апреля 2021 года в поединке против «Райо Вальекано» Сантьяго забил свой первый гол за «Жирону». В 2022 году игрок помог команде выйти в элиту. 14 августа в матче против «Валенсии» он дебютировал в Ла Лиге.
Летом 2023 года Буэно перешёл в английский «Вулверхэмптон Уондерерс», подписав контракт на 5 лет. Сумма трансфера составила 8,5 млн. фунтов стрелингов. 27 ноября в матче против «Фулхэма» он дебютировал в английской Премьер-лиге.

## Международная карьера
В начале 2015 года Буэно в составе сборной Уругвая среди юношей до 17 лет принял участие в юношеском чемпионате Южной Америки в Парагвае. На турнире он сыграл в матчах против команд Боливии, Чили, Колумбии, Бразилии, Парагвая и дважды против Аргентины и Эквадора.
В 2017 года Буэно в составе молодёжной сборной Уругвая выиграл молодёжный чемпионат Южной Америки в Эквадоре. На турнире он сыграл в матчах против команд Перу, Боливии и дважды Венесуэлы.
В том же году Буэно принял участие в молодёжном чемпионате мира в Южной Корее, где его сборная дошла до полуфинала. На турнире он сыграл в матчах против команд Италии, Японии, ЮАР, Саудовской Аравии, Португалии и Венесуэлы. В поединке против португальцев Сантьяго забил гол.
24 марта 2023 года в товарищеском матче против сборной Японии Буэно дебютировал за сборную Уругвая.

## Достижения
Международные
Уругвай (до 20)
- Победитель чемпионата Южной Америки среди молодёжных команд: 2017